# 企業集団
企業集団（きぎょうしゅうだん）、企業グループ（きぎょうグループ）は、以下のいずれかとして用いられる。
- ある会社が子会社を持つとき、その会社（親会社）と子会社[注釈 1][注釈 2]をまとめて言い表す語。必ずしも連絡組織等が存在する等、企業間の結びつきが強い必要はなく、ある会社が子会社を1つでも持てば、そこに1つの企業集団の存在を観念することができる、形式的な概念である。
  - 日本の会社法では、第2条（定義）において「企業集団」は定義されていないが、個別条文において例えば「当該株式会社及びその子会社から成る企業集団」（第362条（取締役会の権限等）4項6号）のように使われることがある。
- 複数企業間で構成される組織を表す語。企業間組織の記事の記載している組織に同じ。この意味の企業集団が、前述の「親会社と子会社」の集団を示す企業集団にあてはまる場合もあればあてはまらない場合もある（例: 親子関係はないが、社長会等の連絡組織が存在している場合）。
  - さらに狭義的に、いわゆる「6大企業集団」と言われるような、社会的影響力の比較的強い企業集団のいくつかをまとめて単に「企業集団」と言う場合もある（例: 「日本には三井、三菱、住友、芙蓉、一勧、三和の6つの企業集団が存在する。」[1]）。